# TBSテレビ系列火曜夜7時枠のアニメ
TBSテレビ系列火曜夜7時枠のアニメ（ティービーエステレビかようよるしちじわくのアニメ）は、過去TBS系列の火曜19時00分 - 19時30分（JST。それ以外の時もあり）に放送されたテレビアニメの作品一覧である。
なお前身・中断中に放送されたテレビドラマについては、

## 歴史
- この時間帯は歴史が古く、初作品は1963年8月27日開始の海外作品『キャプテン・ゼロ』。その後1965年5月4日開始のTCJ（現：エイケン）制作『宇宙少年ソラン』で再開し、海外特撮人形劇『キャプテン・スカーレット』を挟みながらTCJ作品を放送するが、1969年3月25日終了の白土三平原作『サスケ』で中断、その後は『おくさまは18歳』を始めとしたテレビドラマが継続される。
- その後、1975年10月7日開始の『草原の少女ローラ』で再開。だがこの時期は、日本テレビ系列の『シャープ・スターアクション!』や、（一部地域を除く）フジテレビ系列の『まんが名作劇場 サザエさん』に人気を奪われ、1977年9月27日終了の『ろぼっ子ビートン』をもって、アニメは長期の中断となる。
- それから26年後、2003年4月15日に『探偵学園Q』を開始、1994年3月限りでローカルセールス枠へ降格となった『まんが日本昔ばなし』（第2期。毎日放送制作）以来、9年ぶりのTBS19時枠のアニメとして話題になるも、この時期は日本テレビ系列の『伊東家の食卓』の全盛期であり、原作とは裏腹に人気はなく、さらに同日開始の直後番組『ぴったんこカン・カン』の枠拡大のために、半年でローカルセールス枠に降格し、当枠は消滅した。

## 放送作品一覧
| タイトル                                       | 放映期間                     | 話数 | 製作会社                    | 原作                           | 声の出演                                                   | 備考  |
| ---------------------------------------------- | ---------------------------- | ---- | --------------------------- | ------------------------------ | ---------------------------------------------------------- | ----- |
| キャプテン・ゼロ                               | 1963年8月27日-12月17日       |      | カンブリア・スタジオ        |                                | 金内吉男、吉沢久嘉、浦川京子、原田一夫                     | [ 1 ] |
| （この間、非アニメ番組）                       |                              |      |                             |                                |                                                            |       |
| 宇宙少年ソラン                                 | 1965年5月4日-1967年3月28日   | 96   | TCJ                         | 福本和也 宮腰義勝              | 朝井ゆかり、菅谷政子、桑山正一、松尾佳子                   |       |
| 冒険ガボテン島                                 | 1967年4月4日-12月26日        | 39   | TCJ                         | 豊田有恒 久松文雄              | 東美江、杉山佳寿子、太田淑子、北川智恵子、野沢雅子         |       |
| （この間は『キャプテン・スカーレット』を放送） |                              |      |                             |                                |                                                            |       |
| サスケ                                         | 1968年9月3日-1969年3月25日   | 29   | TCJ                         | 白土三平                       | 雷門ケン坊、外山高士                                       |       |
| （この間、非アニメ番組）                       |                              |      |                             |                                |                                                            |       |
| 草原の少女ローラ                               | 1975年10月7日-1976年3月30日  | 26   | 日本アニメーション          | ローラ・インガルス・ワイルダー | 杉山佳寿子、仲村秀生、増山江威子、菅谷政子、松金よね子     |       |
| UFO戦士ダイアポロン                            | 1976年4月6日-9月28日         | 26   | エイケン 東急エージェンシー | 雁屋哲 土山しげる              | 村山明、小宮和枝、山下啓介、千々松幸子、小宮山清、飯塚昭三 | [ 2 ] |
| ろぼっ子ビートン                               | 1976年10月12日-1977年9月27日 | 50   | 東北新社 東急エージェンシー | 大隅正秋 飛行船企画            | 桂玲子、白石冬美、杉山佳寿子、永井一郎、小山まみ           |       |
| （この間、非アニメ番組）                       |                              |      |                             |                                |                                                            |       |
| 探偵学園Q （アニメ版）                         | 2003年4月15日-9月9日         | 21   | ぴえろ                      | 天樹征丸 さとうふみや          | 緒方恵美、桑島法子、遠近孝一、石川英郎、川上とも子         | [ 3 ] |

| TBS系列 火曜19時台前半枠     | TBS系列 火曜19時台前半枠                                     | TBS系列 火曜19時台前半枠                                    |
| 前番組                       | 番組名                                                       | 次番組                                                      |
| ---------------------------- | ------------------------------------------------------------ | ----------------------------------------------------------- |
| うちのママは世界一           | TBSテレビ系列 火曜夜7時枠のアニメ （1963年8月 - 12月）       | パティ・デューク・ショー                                    |
| パパとボクで一人前           | TBSテレビ系列 火曜夜7時枠のアニメ （1965年5月 - 1967年12月） | キャプテン・スカーレット                                    |
| キャプテン・スカーレット     | TBSテレビ系列 火曜夜7時枠のアニメ （1968年9月 - 1969年3月）  | でっかくいこう                                              |
| 幸福ゆき                     | TBSテレビ系列 火曜夜7時枠のアニメ （1975年10月 - 1977年9月） | ヤンマーファミリーアワー 飛べ!孫悟空                        |
| TBS系列 火曜18:55 - 19:24枠  |                                                              |                                                             |
| サバイバー （18:55 - 19:54） | TBSテレビ系列 火曜夜7時枠のアニメ （2003年4月 - 9月）        | ぴったんこカン・カン （18:55 - 19:24） 【30分拡大して継続】 |

## 参考資料
キー局番組編成変遷ひょー